# Elaine (何婉盈專輯)
《Elaine》是香港歌手何婉盈的首張個人同名專輯，也是她唯一一張專輯，於1992年12月3日由華納唱片發行。專輯第一主打為《任性》，第二主打為《愛上你是我一生的錯》，第三主打為《週日清晨》。
乘著1992年初她與曾航生合唱《再見亦是朋友》的成功，本專輯於1992年上半年已開始籌備，最初亦計劃於5月推出，惟一直只聞樓梯響。在推出了三首主打歌後，終於在年底推出，當年銷量接近二萬張。
此外，專輯中第二主打《愛上你是我一生的錯》於1993年初突然在卡拉OK流行起來，唱片公司有見及此，立即安排將此曲重新編曲，推出男女合唱版本，並找來太極樂隊的成員鄧建明擔任男聲。此合唱版本收錄於《華納天碟金曲精選四》合輯內。
曲目八《愛的境界》在專輯書冊中標註為無綫電視劇《極度空靈之人鬼情》主題曲，由她與曾航生合唱，惟收錄於本專輯的版本為獨唱版。

## 曲目
| 曲序     | 曲目                       |          | 作曲                     | 编曲     | 备注                                                              | 时长  |
| -------- | -------------------------- | -------- | ------------------------ | -------- | ----------------------------------------------------------------- | ----- |
| 1.       | 愛上你是我一生的錯         | 潘偉源   | 陳佳明                   | 唐奕聰   | 第二主打 改編自劉雪芳的《愛上你是我一生的錯》                     | 4:07  |
| 2.       | 仍是會想你（獨白：曾航生） | 小美     | 陳志達                   | 徐日勤   |                                                                   | 4:36  |
| 3.       | 縱使凝望                   | 因葵     | 羽田一郎                 | 徐日勤   | 改編自瀬能あづさ的《見つめていても》                              | 3:39  |
| 4.       | 初戀                       | 潘偉源   | 後藤次利                 | 徐日勤   | 改編自工藤静香的《めちゃくちゃに泣いてしまいたい》                | 4:48  |
| 5.       | 週日清晨                   | 周禮茂   | 徐日勤                   | 徐日勤   | 第三主打                                                          | 4:54  |
| 6.       | 任性                       | 林夕     | 徐日勤                   | 徐日勤   | 第一主打                                                          | 4:14  |
| 7.       | 溫室女孩                   | 潘源良   | Al Kasha Joel Hirschhorn | 徐日勤   | 改編自Irene Cara的《No One But You》                              | 4:15  |
| 8.       | 愛的境界                   | 周禮茂   | 徐日勤                   | 徐日勤   | TVB電視劇《極度空靈之人鬼情》片尾曲                               | 4:18  |
| 9.       | 流不完的淚                 | 潘偉源   | Jaturon Aembut Sri-Fah   | 徐日勤   | 原歌名為《期望期待那一次》 改編自Waen Thitima的《Leum Dai Lerei》 | 3:58  |
| 10.      | 夜深雨中                   | 林振強   | 松浦誠二                 | 徐日勤   | 改編自森高千里的《雨》 同曲異詞：譚又銘~《雨中的擁抱》            | 5:02  |
| 11.      | 暗戀他                     | 林夕     | 宋文善                   | 徐日勤   | 改編自陳志朋的《讓愛跟著青春走》                                  | 4:36  |
| 总时长： | 总时长：                   | 总时长： | 总时长：                 | 总时长： | 总时长：                                                          | 48:33 |

## 音樂錄影帶
- 愛上你是我一生的錯
- 愛上你是我一生的錯 (電視版)
- 週日清晨
- 週日清晨 (電視版)
- 流不完的淚 (電視版)

## 發行版本
- CD版
- 盒帶版